# Jennifer Beals

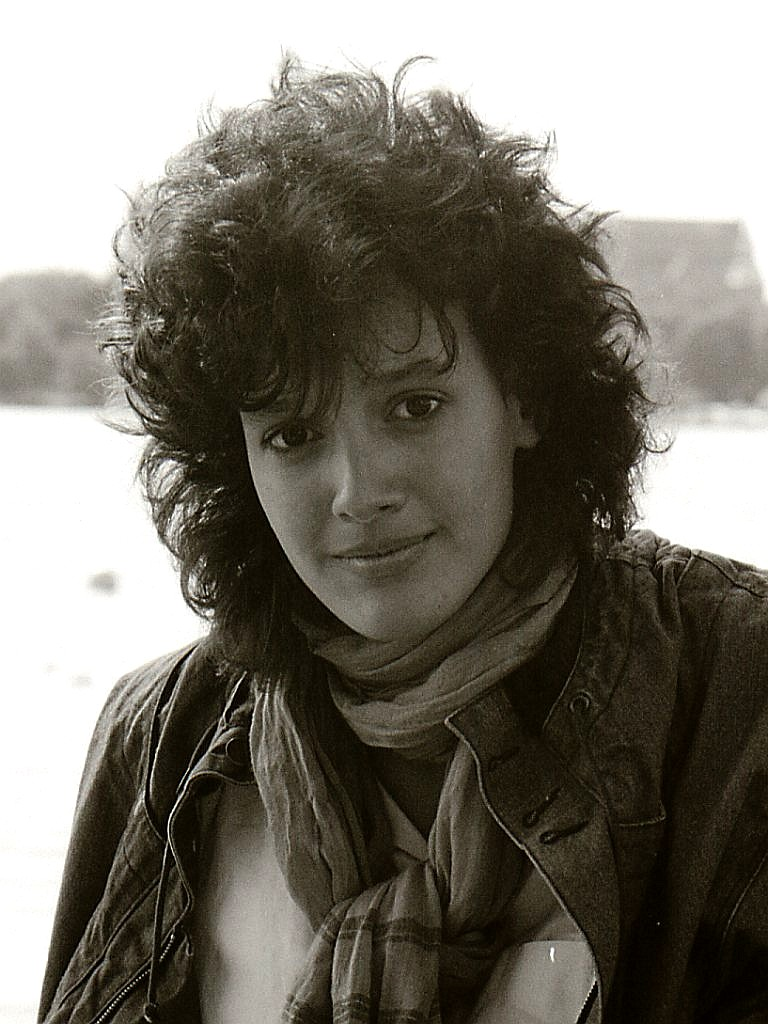
Jennifer Beals på Djurgården i juli 1983.

Jennifer Beals, född 19 december 1963 i Chicago, Illinois, är en amerikansk skådespelare. 
Beals är känd från filmen Flashdance 1983. I början av 2000-talet medverkade hon i TV-serien The L Word, där hon spelade Bette Porter. Serien pågick från 2004 till 2009 och Beals var med under hela perioden. Hon fortsätter spela Bette Porter i uppföljaren The L Word: Generation Q, som startade 2019.

## Filmografi, i urval
- 1980 – Bodyguard (okrediterad)
- 1983 – Flashdance
- 1985 – Frankensteins brud
- 1988 – McGuinns blodshämnd
- 1989 – Vampire's Kiss
- 1990 – Dr. M
- 1992 – Mördande oskuld (TV-film)
- 1995 – Djävul i en blå klänning
- 1991 – Blood and Concrete
- 1992 – In the Soup
- 1992 – Brottsplats Miami
- 1994 – Kära dagbok
- 1994 – Mrs. Parker
- 1995 – Four Rooms
- 1995 – Let It Be Me
- 1998 – Besatt (TV-film)
- 1998 – The Last Days of Disco
- 1998 – Profetian - djävulens sändebud
- 2000 – Turbulence 2 Fear of Flying
- 2001 – The Anniversary Party
- 2003 – De utvalda
- 2004–2009 – The L Word (TV-serie)
- 2004 – Klättertjuven
- 2002 – Roger Dodger
- 2006 – The Grudge 2 - Förbannelsen fortsätter
- 2010 – The Book of Eli
- 2017–2018 – Taken (TV-serie)